# René Flosdorff
René Flosdorff (* 22. Januar 1929; † 6. September 2017) war ein deutscher Elektroingenieur und Rektor der Fachhochschule Aachen.

## Leben und Wirken
Nach seiner Schulzeit studierte Flosdorff Elektrotechnik an der RWTH Aachen und schloss dieses im August 1954 mit der Prüfung zum Diplom-Ingenieur ab. Anschließend durchlief er mehrere Stationen in der freien Wirtschaft, bevor er 1961 als Baurat an der Staatlichen Ingenieurschule in Aachen übernommen wurde. Nachdem diese im Jahr 1971 mit anderen Institutionen zur Fachhochschule Aachen zusammengelegt wurde, wurde Flosdorff als Dozent für Elektrotechnik übernommen und 1981 zum Professor ernannt.
An der FH Aachen gehörte Flosdorff seit 1984 dem Rektorat an und wurde 1986 zum stellvertretenden und ab 1987 zum Rektor der FH Aachen gewählt. Er bekleidete dieses Amt bis 1991 und folgte im Mai 1992 einem Ruf des ehemaligen Rektors an der FH Aachen und nunmehrigen Rektors der Hochschule Anhalt, Helmut Strehl, wo er in der Gründungskommission zur Einrichtung des Fachbereichs Elektrotechnik am Standort Köthen mitwirkte.
Flosdorff setzte sich in Aachen im Besonderen für die Modernisierung der akademischen Selbstverwaltung sowie für ein effizientes Prüfungswesen ein und pflegte intensive Kontakte zu verschiedenen Fachverbänden. So war er unter anderem über 50 Jahre Mitglied und zuletzt Alterspräsident bei den Ingenieurfreunden FH Aachen e.V.
Weiterhin war er über 30 Jahre Mitglied in Vorstand und Beirat des VDE Regio Aachen.

## Schriften
- Elektrische Energieverteilung, zusammen mit Günther Hilgarth, 9. Auflage, Teubner, Wiesbaden 2005, ISBN 978-3-519-36424-5